# Angelo Romani
Angelo Romani (Pésaro, Italia, 12 de abril de 1934 - Milán, Italia, 8 de enero de 2003) fue un nadador especializado en pruebas de estilo libre. Fue subcampeón de Europa en 400 metros libres durante el Campeonato Europeo de Natación de 1954.

## Palmarés internacional
| Campeonato Europeo de Natación | Campeonato Europeo de Natación | Campeonato Europeo de Natación | Campeonato Europeo de Natación |
| Año                            | Lugar                          | Medalla                        | Prueba                         |
| ------------------------------ | ------------------------------ | ------------------------------ | ------------------------------ |
| 1954                           | Turín (Italia)                 | Medalla de plata               | 400 m libre                    |
| 1958                           | Budapest (Hungría)             | Medalla de plata               | 4 × 200 m libres               |